# Modra (Sanski Most, BiH)
Modra je naseljeno mjesto u općini Sanski Most, Federacija Bosne i Hercegovine, BiH.

## Povijest
Krajem rujna 1941. godine partizanska konjička četa, pod zapovjedništvom Petra Đurašinovića, izvršila je napad na ustaško uporište u selu Modri u općini Sanski Most. Konjanici su iz osvete zapalili više kuća u selu. Ustaše su to koristile u promidžbi protiv partizana. Na kasnijim partijskim konferencijama kritizirani su svi odgovorni za paljenje sela.

## Stanovništvo

### Popisi 1971. – 1991.
| Modra              |              |              |              |
| godina popisa      | 1991.        | 1981.        | 1971.        |
| Muslimani          | 508 (87,88%) | 558 (95,87%) | 570 (95,95%) |
| Srbi               | 0            | 9 (1,54%)    | 16 (2,69%)   |
| Hrvati             | 0            | 1 (0,17%)    | 1 (0,16%)    |
| Jugoslaveni        | 0            | 10 (1,71%)   | 0            |
| ostali i nepoznato | 70 (12,11%)  | 4 (0,68%)    | 7 (1,17%)    |
| ukupno             | 578          | 582          | 594          |

### Popis 2013.
| Modra              |            |
| godina popisa      | 2013.      |
| Bošnjaci           | 595 (100%) |
| Srbi               | 0          |
| Hrvati             | 0          |
| ostali i nepoznato | 0          |
| ukupno             | 595        |